# Benjamin Stauder
Pour les articles homonymes, voir Stauder.
Benjamin Stauder (né le 30 octobre 1987 à Kirchzarten) est un coureur cycliste allemand.

## Palmarès
- 2008
  - 1re étape du Tour de Libye
- 2014
  - 6e étape du Tour du Cameroun
  - 2e du Tour du Cameroun
- 2017
  - 1re étape du Tour de Tunisie
  - 2e, 4e, 5e, 8e et 10e étapes du Tour du Faso

## Classements mondiaux
| Année                                 | 2008 | 2009 | 2010 | 2011 | 2012 | 2013 | 2014 | 2015 | 2016 | 2017  | 2018  |
| ------------------------------------- | ---- | ---- | ---- | ---- | ---- | ---- | ---- | ---- | ---- | ----- | ----- |
| Classement mondial                    |      |      |      |      |      |      |      |      | nc   | 1989e | 1205e |
| UCI Asia Tour                         | 316e | 268e | nc   | nc   | nc   | nc   | nc   | nc   | nc   | nc    | nc    |
| UCI Africa Tour                       | 125e | nc   | nc   | nc   | nc   | nc   | 50e  | nc   | nc   | 160e  | 59e   |
|                                       |      |      |      |      |      |      |      |      |      |       |       |
| Légende : nc = non classéSource : UCI |      |      |      |      |      |      |      |      |      |       |       |